# Lệ Thủy, Quảng Trị
Lệ Thủy là xã của tỉnh Quảng Trị, Việt Nam.

## Địa lý
xã Lệ Thủy nằm ở trung tâm của vùng đồng bằng Lệ Thủy và miền Trung Quảng Trị, bên sông Kiến Giang và có vị trí địa lý:
- Phía đông giáp xã Cam Hồng và xã Tân Mỹ
- Phía tây giáp xã Lệ Ninh
- Phía nam giáp xã Trường Phú
- Phía bắc giáp xã Cam Hồng.

Xx Lệ Thủy có diện tích 55,93 km², dân số 49.460 người, mật độ dân số đạt 884 người/km².
Xã có địa hình bằng phẳng, thấp trũng vì nằm trên nền một đầm phá cũ. Do vậy hàng năm đều chịu ảnh hưởng của lũ lụt.

## Kinh tế - xã hội

### Giáo dục
Một số cơ sở giáo dục đóng trên địa bàn:
- Trường THPT Lệ Thủy, đường Nguyễn Văn Trỗi, Xuân Giang
- Trường THPT Nguyễn Chí Thanh, 25 Võ Xuân Cẩn, Xuân Giang
- Trung tâm GDDN huyện Lệ Thủy, đường Tây Hồ, Thượng Giang
- Trường THCS Kiến Giang, 8 Võ Xuân Cẩn, Xuân Giang
- Trường Tiểu học số 1 Kiến Giang, 06 Trần Hưng Đạo, Thượng Giang
- Trường Tiểu học số 2 Kiến Giang, 22 Võ Xuân Cẩn, Xuân Giang
- Trường Mầm non Hoa Mai, đường về nhà lưu niệm Đại tướng Võ Nguyên Giáp, Phong Giang
- Trường Mầm non Kiến Giang, 3 Trần Quốc Toản, Thượng Giang
- Trường Mầm non mang tên Đại tướng Võ Nguyên Giáp, Phong Giang

### Y tế
Một số cơ sở y tế trên địa bàn:
- Bệnh viện đa khoa Lệ Thủy, 11 Lý Thường Kiệt, Xuân Giang
- Trạm y tế thị trấn Kiến Giang, 128 Hùng Vương, Thượng Giang

### Giao thông
Quốc lộ 9C (Đường tỉnh 16 rồi tỉnh lộ 565 cũ) bắt đầu từ ngã tư Cam Liên đi qua trung tâm xã, nối liền Quốc lộ 1 với đường Hồ Chí Minh nhánh đông và tây là tuyến đường quan trọng trong việc liên kết kinh tế giữa thị trấn với các xã phía tây và phía đông.
Ba tuyến đường nội thị quan trọng của thị trấn là các đường: Hùng Vương, Lý Thường Kiệt, Nguyễn Tất Thành.
Sông Kiến Giang chảy qua trung tâm thị trấn là hệ thống giao thông đường thủy với các xã lân cận. Hiện nay, có ba cây cầu bắc qua sông nối liền các khu vực của thị trấn: 
- Cầu vượt Kiến Giang: khánh thành tháng 5 năm 2007, dài 589m, rộng 13m, nằm trên đường tỉnh 565.
- Cầu Phong Liên được xây dựng lại với kiến trúc hiện đại hoàn thành tháng 8 năm 2014, nằm trên đường Hùng Vương.
- Cầu Phong Xuân nối liền tổ dân phố Phong Giang với tổ dân phố Xuân Giang được xây dựng lại, hoàn thành vào tháng 8 năm 2016, nằm giữa đường Lý Thường Kiệt và đường Hùng Vương.

Bến xe Lệ Thủy nằm trên đường Trần Hưng Đạo thuộc tổ dân phố Thượng Giang là điểm dừng của nhiều tuyến xe khách quan trọng như: Lệ Thủy - Huế, Lệ Thủy - Đà Nẵng, Lệ Thủy - Đồng Hới, Lệ Thủy - Lao Bảo, Lệ Thủy - Vinh.